# گاما سینگ
گادووار سینگ ساهوتا (پنجابی: ਗਦੋਵਰ ਸਿੰਘ ਸਹੋਤਾ)یک کشتی‌گیر حرفه‌ای هندو-کانادایی است که با نام‌ گاما سینگ (پنجابی: ਗਾਮਾ ਸਿੰਘ) شناخته می‌شود.

## حرفه ای

### نیمه بازنشستگی
سینگ همچنان در سال‌های آخر کشتی می‌گرفت به‌طور عمده در خارج از کشور و در WWC، اما همچنان در تبلیغات‌هایی شرکت می‌کرد

## زندگی شخصی
گاما شروع به سرمایه‌گذاری در املاک و مستغلات کرد و در نهایت به یک سازنده مشهور در املاک و مستغلات در کلگری تبدیل شد. برادر او آکام نیز تبدیل به یک کشتی‌گیر حرفه‌ای شدمثل پسرش گاما سینگ جونیور debuting در سال ۲۰۰۴. برادرزاده‌اش راج سینگ Dhesi های را به شهرت در سراسر جهان در WWEبه عنوان Jinder Mahal و برنده WWE قهرمانی در سال ۲۰۱۷ است.